# Sexo interracial
El sexo interracial es la práctica en la que dos o más personas de diferente raza o etnia tienen relaciones sexuales. Tuvo su origen en los países con importante mestizaje debido a la gran cantidad de personas de distintas razas que habitaban un mismo territorio y que se hallaba alejado del control, sobre todo religioso, que prohibía las relaciones entre personas de distintas razas, especialmente en las colonias europeas de Latinoamérica, donde el mestizaje fue muy importante para la formación de la actual genealogía latinoamericana.

## Pornografía

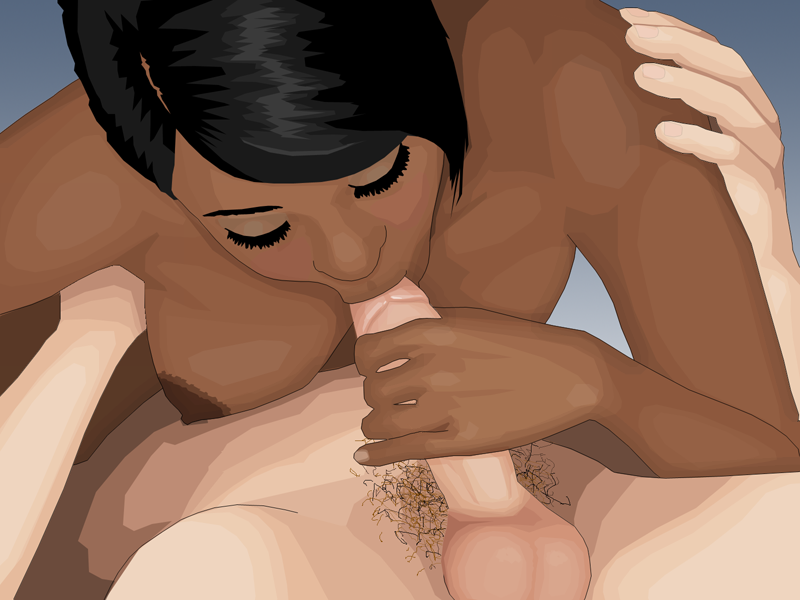
Mujer negra realiza una felación a un varón blanco.

Dentro de la pornografía se llama interracial al subgénero en el que se filma a personas de diferentes razas teniendo relaciones sexuales.